# توماشواتس
توماشواتس (به صربی: Tomaševac) یک منطقهٔ مسکونی در صربستان است که در Zrenjanin City واقع شده‌است. توماشواتس ۱٬۷۶۵ نفر جمعیت دارد و ۵۹ متر بالاتر از سطح دریا واقع شده‌است.